# Buchtschaber

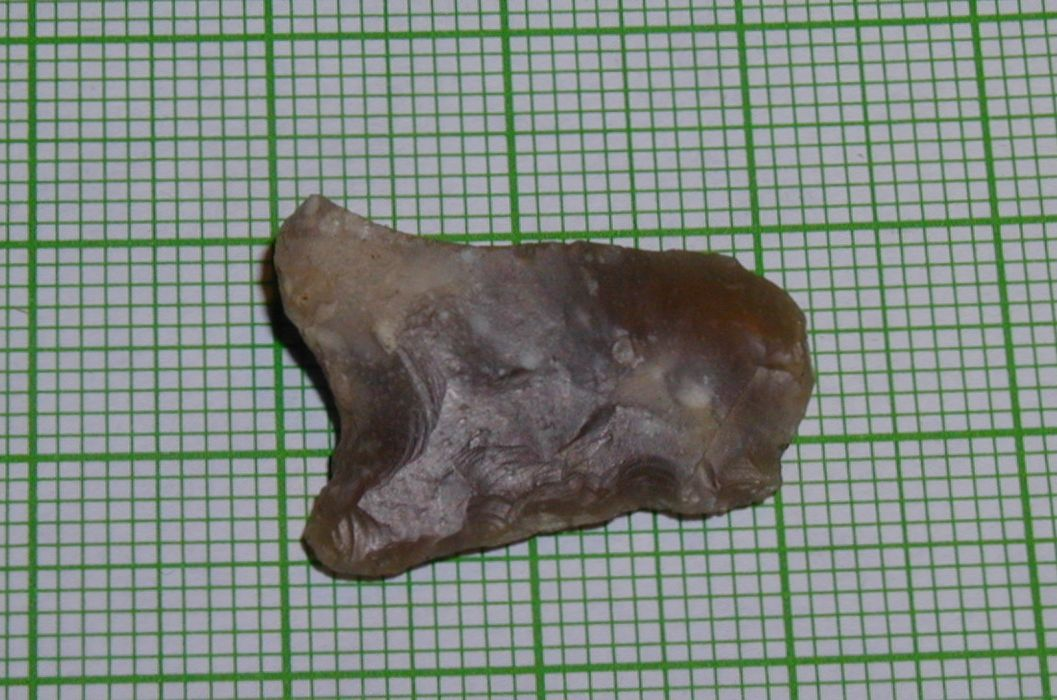
Buchtschaber Endneolithikum, Oberflächenfund im Kontext mit Pfeilspitze aus Glockenbecherkultur, Lippe-Auen

Buchtschaber sind seit dem Moustérien bekannte Steinwerkzeuge, die in der Jungsteinzeit aber häufiger vorkommen. Es sind Feuersteinabschläge, die am Ende oder an der Seite ein oder zwei Einbuchtungen aufweisen.
Buchtschaber dienten zum Runden oder Glätten von Holzschäften. Auch zum Flechten bestimmte Ruten wurden mit Buchtschabern entrindet und geglättet, bevor sie geteilt und weiterverarbeitet wurden.